# Little Bow Provincial Park
Little Bow Provincial Park är en park i Kanada.   Den ligger i provinsen Alberta, i den södra delen av landet, 2 800 km väster om huvudstaden Ottawa. Little Bow Provincial Park ligger 912 meter över havet.
Terrängen runt Little Bow Provincial Park är platt. Trakten runt Little Bow Provincial Park är nära nog obefolkad, med mindre än två invånare per kvadratkilometer.. Närmaste större samhälle är Champion, 15,5 km väster om Little Bow Provincial Park.
Trakten runt Little Bow Provincial Park består till största delen av jordbruksmark.